# Dühren (Sinsheim)
Dühren ist ein Dorf im Süden des Rhein-Neckar-Kreises in Baden-Württemberg, das seit 1971 zu Sinsheim gehört.

## Geschichte

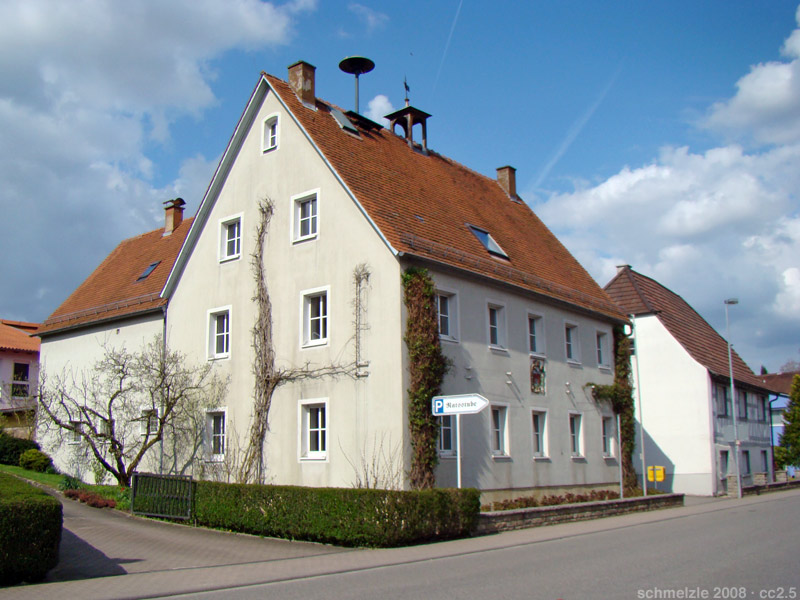
Rathaus in Dühren

Bodenfunde aus Dühren belegen die Besiedelung des Ortes bereits in vorchristlicher Zeit. Dühren wurde 769 im Lorscher Codex erstmals urkundlich erwähnt. Der Besitz der Hofstätten am Ort war im hohen Mittelalter unter verschiedenen Adelsfamilien verteilt, darunter die Herren von Weinsberg, deren Anteil 1303 an König Albrecht I. verkauft wurde. Weiteren Besitz hatten die Herren von Massenbach, von Öwisheim, von Katzenelnbogen und von Venningen. Die Venninger erwarben später weiteren Besitz und wurden vom hessischen Landgrafen mit dem gesamten Ort belehnt; auf sie geht 1552 auch die Reformation des Ortes zurück.
Im Dreißigjährigen Krieg war Dühren vielfach von Durchmärschen und Einquartierungen betroffen und zum Ende des Krieges nahezu entvölkert. Die Herren von Venningen siedelten den Ort mit bereits ins Elsass geflohenen Mennoniten aus der Schweiz auf und protegierten diese auch gegen Versuche, die Mennoniten aus der Pfalz auszuweisen. 1710 gab es 170 lutherische und 60 mennonitische Einwohner. Um diese Zeit fiel Dühren nach dem Aussterben der bisherigen lutherischen Ortsherren an eine katholische Venningen-Linie, die auch verstärkt Katholiken ansiedelten, wodurch es im gesamten 18. Jahrhundert zu religiösen Spannungen im Ort kam. Ab 1806 war Dühren selbstständige Gemeinde innerhalb von Baden.
Die widrigen Lebensumstände in Dühren, die sich durch viele Einquartierungen, Missernten, Seuchen und die gescheiterte badische Revolution ergeben hatten, führten um 1850 zunächst wie in vielen umliegenden Orten zu einem Bevölkerungsrückgang, der jedoch nach der Ansiedlung von zwei bis zum Ersten Weltkrieg bestehenden Zigarrenfabriken aufgehalten werden konnte. Nach dem Ende der Zigarrenfabrikation war Dühren vorübergehend wieder rein landwirtschaftlich geprägt, 1939 wurden 153 landwirtschaftliche Betriebe gezählt.
1939 wurden 760 Einwohner gezählt, Ende 1945 waren es 699. Nach dem Zweiten Weltkrieg nahm Dühren rund 570 Evakuierte und Flüchtlinge auf, von denen sich manche in den nach der Währungsreform 1948 entstandenen Baugebieten niederließen. In der zweiten Hälfte des 20. Jahrhunderts wandelte sich Dühren hin zu einer Wohnsiedlung von Pendlern. Am 1. April 1971 wurde Dühren nach Sinsheim eingemeindet. 1990 wurden 1849 Einwohner gezählt.

## Wappen
Das Wappen von Dühren zeigt in Silber auf grünem Boden eine durchgehende rote Mauer mit offenem Tor, darüber zwei schräggekreuzte schwarze Lilienstäbe, die auf das Wappen der Herren von Venningen verweisen.

## Bauwerke

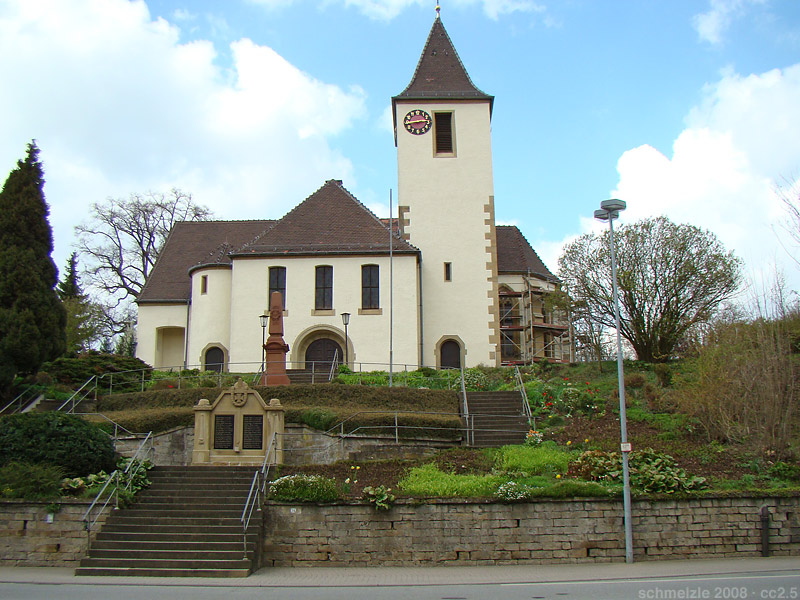
Evangelische Kirche

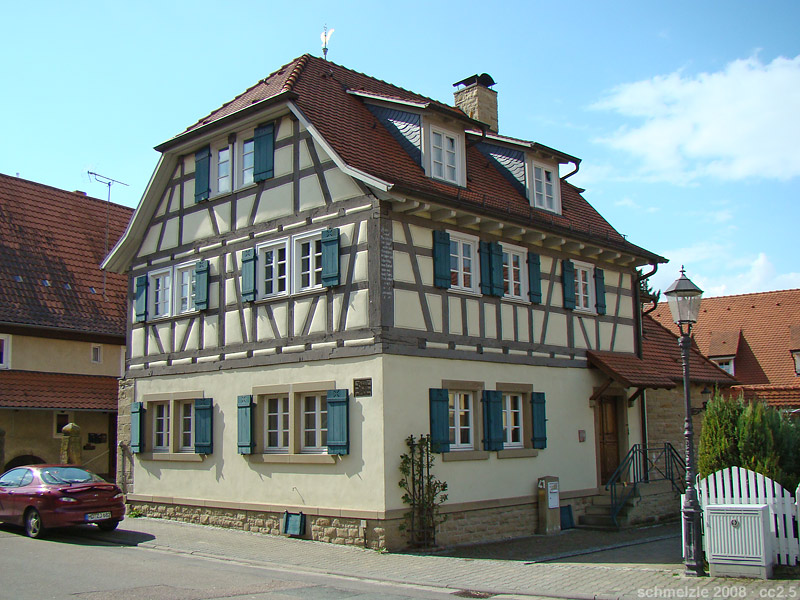
Schumacher-Geburtshaus

- Die evangelische Nikolauskirche wurde 1494 anstelle einer älteren Kapelle erbaut. Nach Zerstörungen in den Kriegen des späten 17. Jahrhunderts wurde nach 1700 das Langhaus erneuert. In den Jahren 1895/96 wurde das Gebäude im Stil der Neugotik renoviert, wobei auch das Kirchenschiff vergrößert und der Turm erhöht sowie ein Treppenturm angebaut wurden. Die Kirche wurde 1945 von Brandgranaten getroffen und brannte bis auf den Chor und die Sakristei nieder. Beim Wiederaufbau wurden im Chor mittelalterliche Fresken freigelegt. 1952 wurde die Kirche in ihrer heutigen Gestalt neu eingeweiht. Das nahegelegene Pfarrhaus von 1771 hat ein schmuckvolles Rokoko-Portal, an einer der Giebelseiten des Hauses befindet sich ein Wappen aus dem Jahr 1569. Das Lutherische Schulhaus wurde 1845 am Dorfeingang nach Plänen von Christoph Arnold erbaut.
- Die katholische Marienkirche wurde 1972 anstelle einer 1853 geweihten Kapelle errichtet.
- Das Rathaus ist ein schlichter Neubau aus der Zeit nach dem Zweiten Weltkrieg.
- Im Ort sind mehrere im Kern sehr alte Wohn- und Wirtschaftsgebäude erhalten. Das Fachwerkhaus Ebert-Nickel an der Karlsruher Straße von 1514 zählt zu den ältesten Gebäuden des Ortes. Ebenfalls ein Fachwerkhaus ist das 1747 erbaute Geburtshaus von Karl Schumacher.
- Auf dem Dorfplatz und in der Karl-Schumacher-Straße erinnern Ziehbrunnen an diese in Dühren einst häufig, doch im Gebiet der Großen Kreisstadt Sinsheim sonst nicht vorkommende Brunnenart.
- Die Mühle im Wiesengrund wurde 1806 errichtet und nach Brand 1900 erneuert. Der Mühlbetrieb wurde hier bis 1970 durchgeführt, seit der Anlage der Ortskanalisation 1958 zuletzt von Strom anstelle von Wasserkraft angetrieben.
- Die ehemalige Synagoge der 1877 aufgelösten jüdischen Gemeinde Dühren.

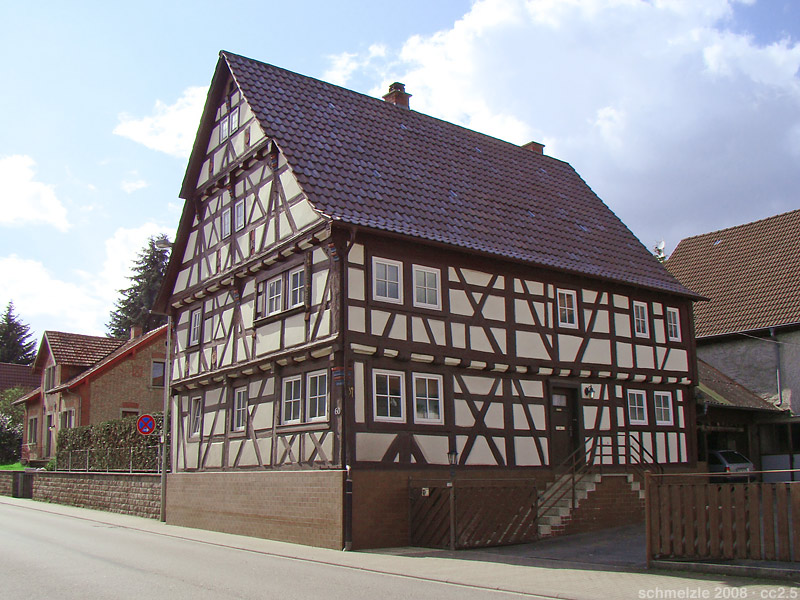
Haus Ebert-Nickel von 1514
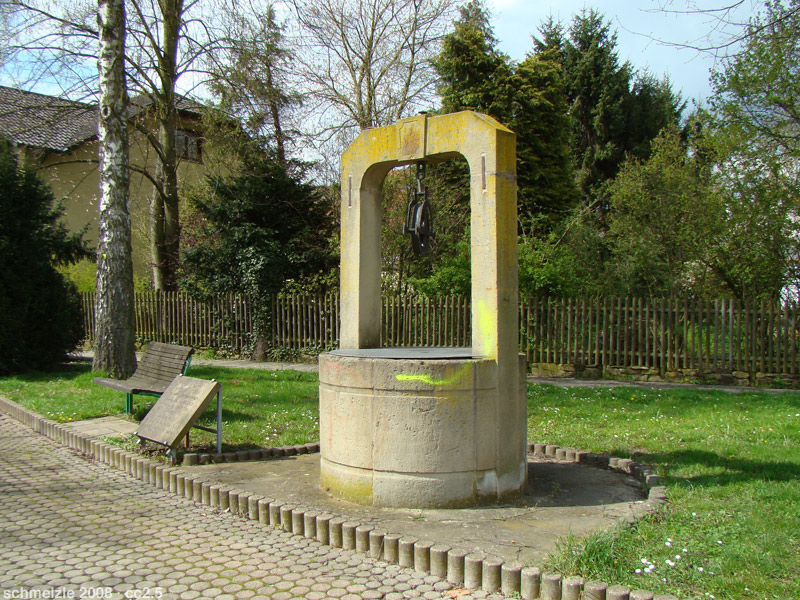
Ziehbrunnen am Dorfplatz
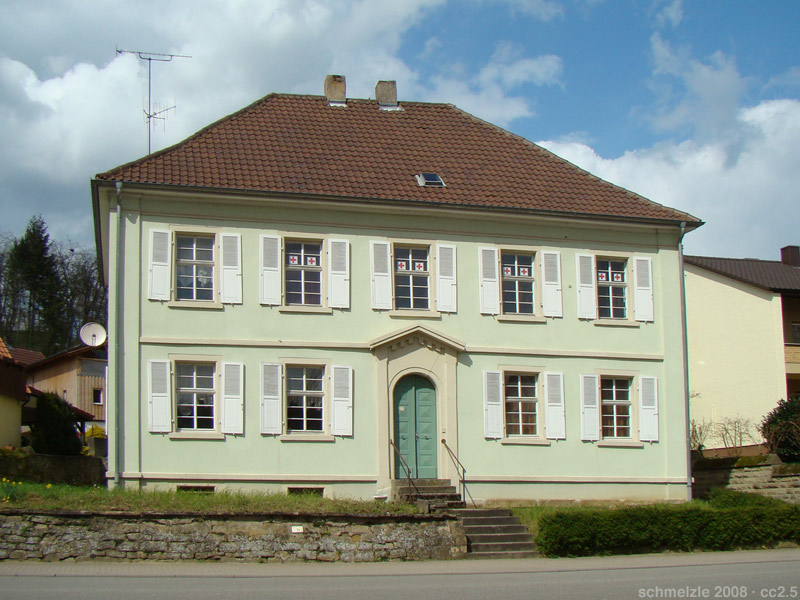
Lutherisches Schulhaus
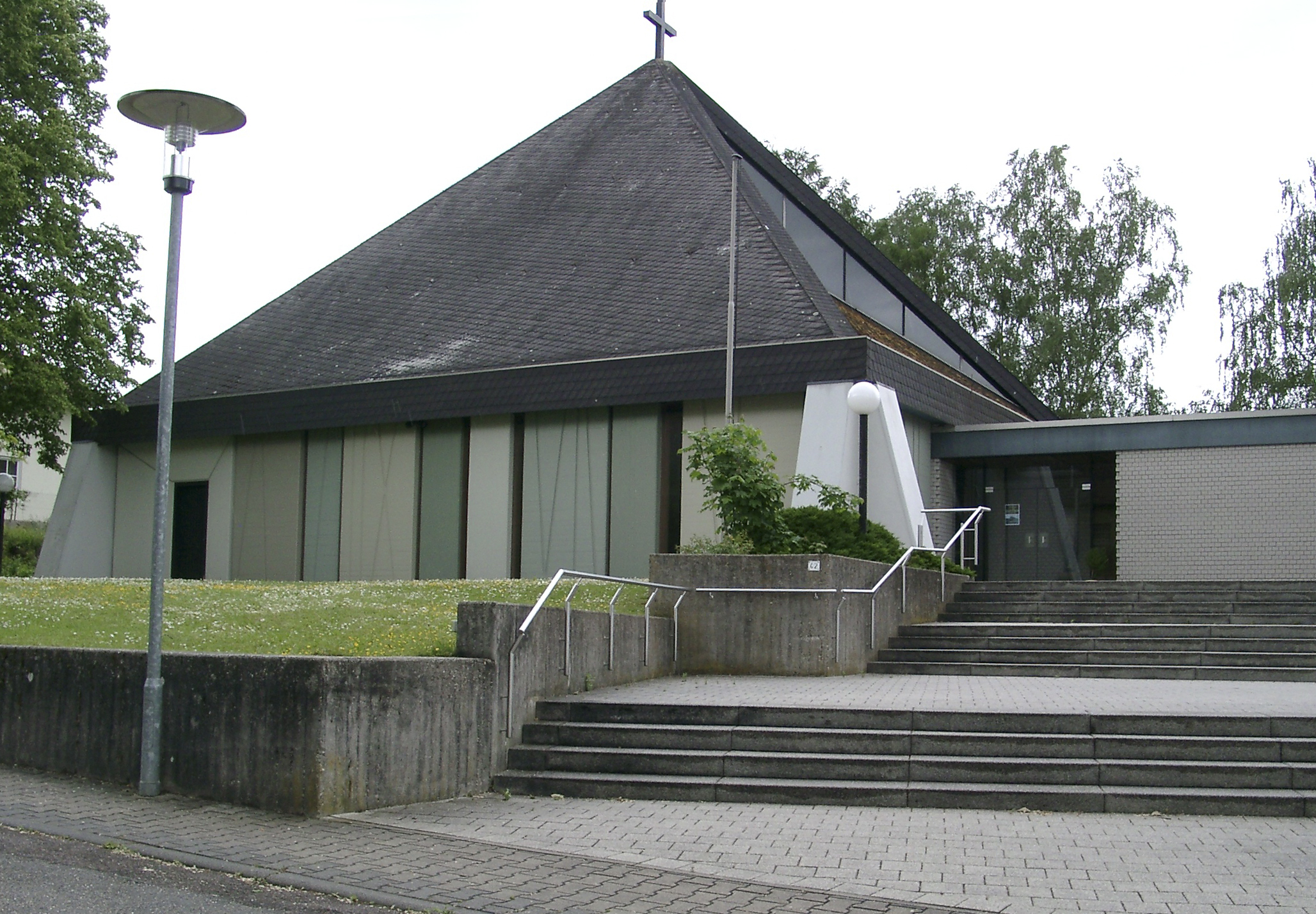
Katholische Marienkirche

## Persönlichkeiten
- David Möllinger (1709–1787), deutscher Agrarreformer
- Karl Schumacher (* 1860 in Dühren; † 1934 in Bad Mergentheim), Archäologe, Ehrenbürger von Dühren
- Joseph Bauer (* 1864 in Dühren; † 1951 in Mannheim), Stadtdekan und Ehrenbürger von Mannheim
- Peter Schück (* 1811 in Dühren; † 1892 in Hoffenheim), evang. Pfarrer, Dichter und Komponist des in viele Sprachen übersetzten Liedes Nur mit Jesus will ich Pilger wandern